# Bulawa

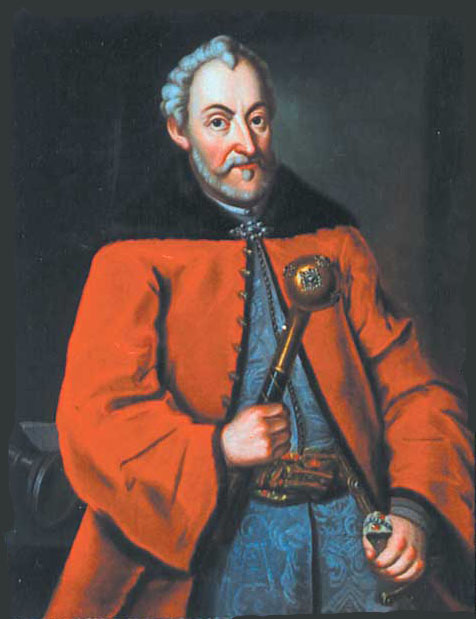
Hetman Jan Zamoyski segurando uma buława.

A bulawa (polonês: buława, russo e ucraniano: булава, bulava) era um cetro ou bastão cerimonial carregado por um hetman, um oficial da mais alta patente militar (um Grão-Hetman da Polônia e da República das Duas Nações), ou o chefe militar de um estado Cossaco. Nas línguas eslavas, uma bulava ou bulawa é um cetro ou um bastão, tanto no sentido militar (como uma arma) quanto no de cerimonial.
Os hetmans adicionavam uma imagem de uma buława a seus brasões de armas.  Hoje uma buława aparece na insígnea militar dos marechais da Polônia, e é um símbolo da Presidência da Ucrânia.

## Ver também

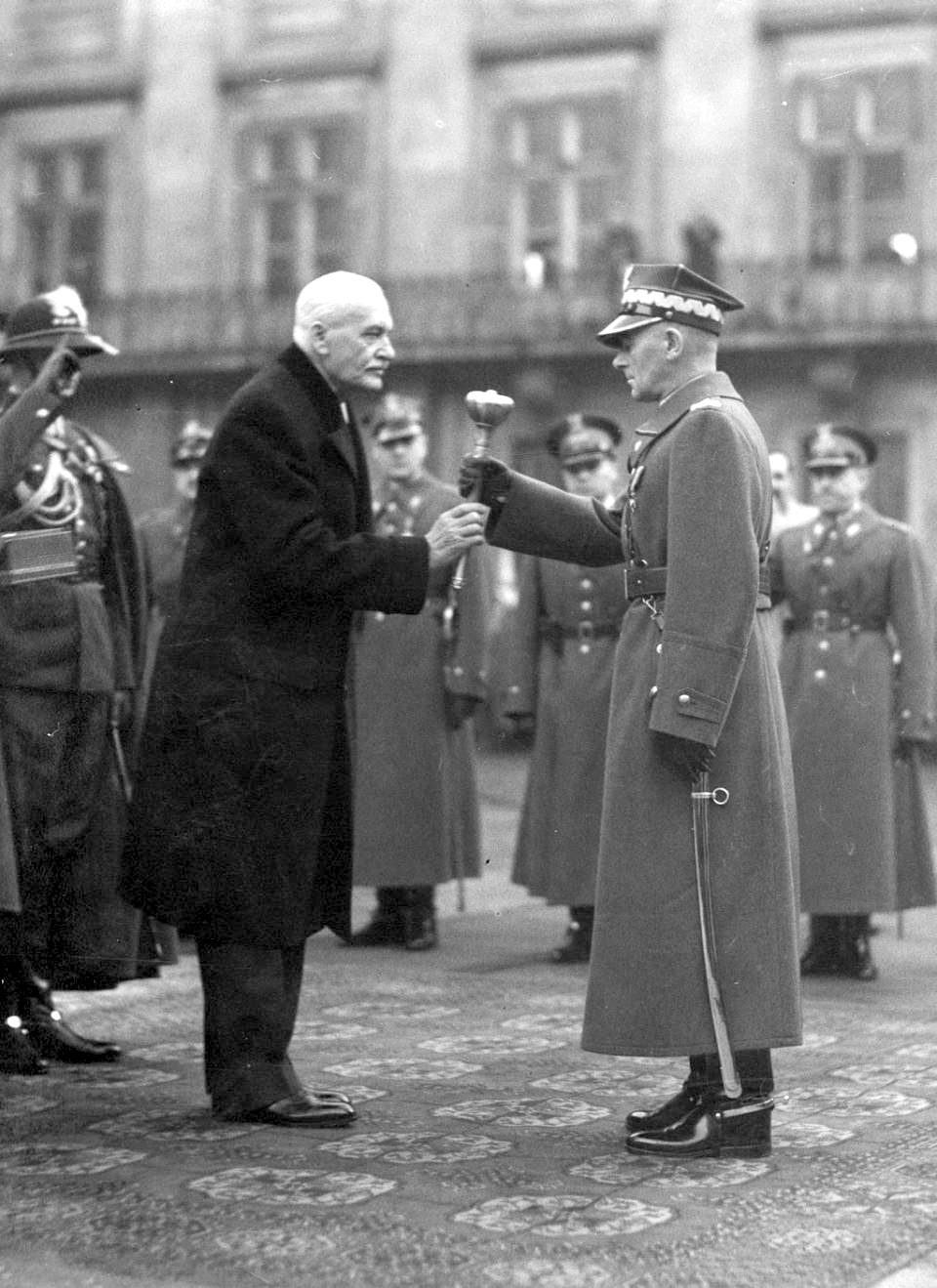
Marechal Edward Rydz-Śmigły (à direita) recebendo o buława do Presidente polonês Ignacy Mościcki, Varsóvia, 10 de novembro de 1936.